# Kulissenbühne

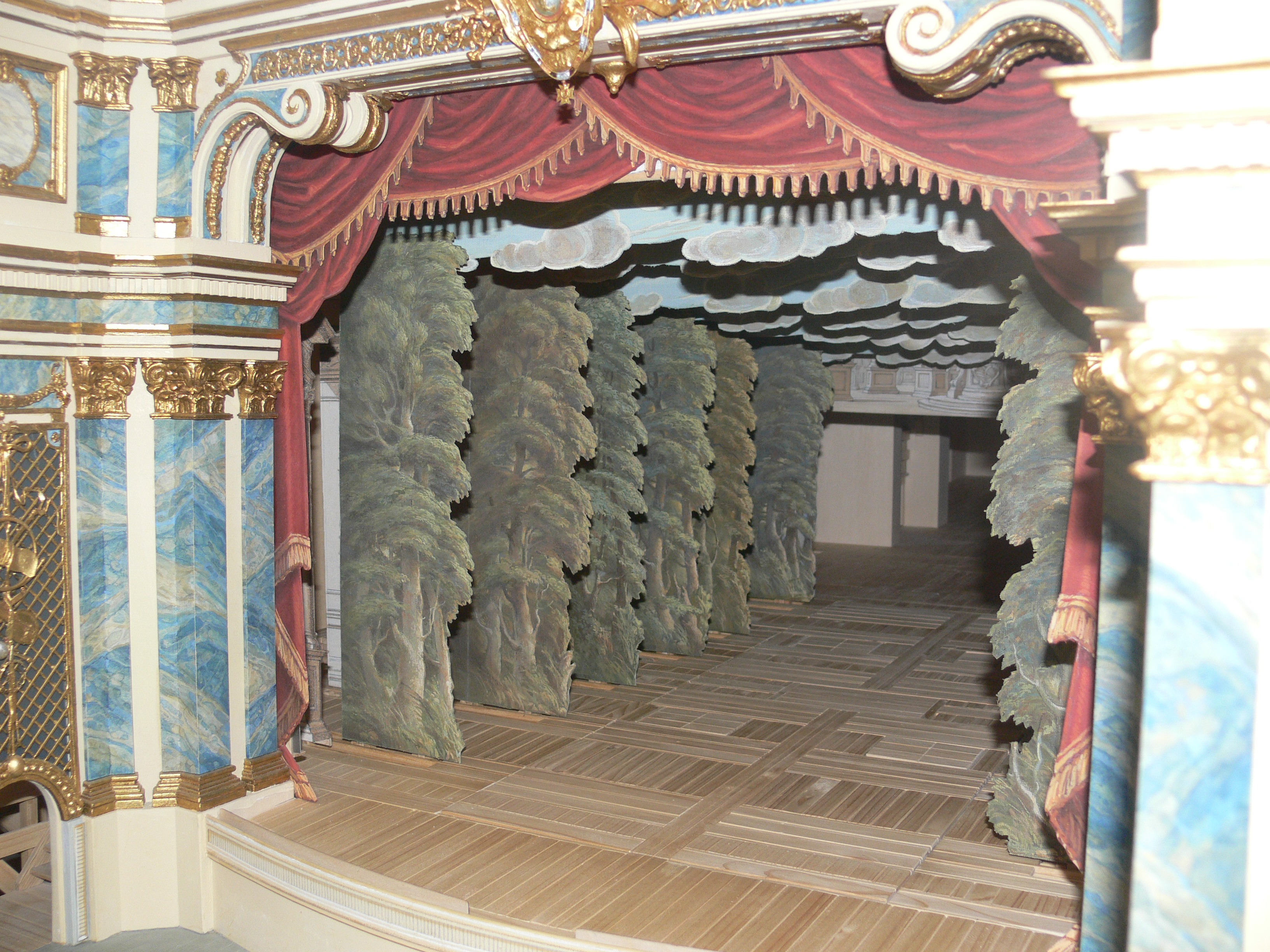
Modell des Schlosstheaters Schwetzingen

Die Kulissenbühne oder Gassenbühne wurde in der zweiten Hälfte des 16. Jahrhunderts entwickelt und ist das vorherrschende Bühnensystem während der Barockzeit. Sie löst die Winkelrahmenbühne der Renaissance ab.
Die Kulissenbühne ist in Gassen eingeteilt, die von versetzt hintereinander angeordneten, meist bemalten Seitenkulissen gebildet werden. Sie ermöglichen Auftritte von den Seiten und verbergen die Beleuchtung. Vor der Bühnenhinterwand hängt ein bemalter Rückprospekt. Die obere Begrenzung wird durch Reihen von Soffitten gebildet. Kulissenwagen, Seilzüge und weitere Elemente der Bühnenmaschinerie erlauben komplizierte Verwandlungen. Die Illusion wird aber noch grundsätzlich durch zweidimensionale Bühnenmalerei hergestellt.
Die Bühnentechnik der Kulissenbühne erforderte eine Oberbühne (mit dem Schnürboden) und eine Unterbühne etwa für die Versenkungen. Somit wurde der Bühnenraum zum Bühnenhaus ausgedehnt. Der Zuschauerraum war nicht mehr rund wie bei der Winkelrahmenbühne, sondern hufeisenförmig.
Die Kulissenbühne kann im weiteren Sinn schon als Guckkastenbühne bezeichnet werden. Die moderneren Guckkastenbühnen im 19. Jahrhundert versuchen jedoch nicht mehr, den Eindruck unendlicher Tiefe zu erzeugen, sondern klare räumliche Begrenzungen anzuzeigen. Ebenfalls weichen die bemalten Kulissen mehr und mehr den plastischen und praktikablen Dekorationselementen, also Möbeln oder Felsen auf der Bühne, oder Fenstern, die nicht nur gemalt sind, sondern sich öffnen lassen.
Die Einteilung in Gassen ist bei vielen Theatern bis heute erhalten geblieben.